# Krzysztof Zwarycz
Krzysztof Zwarycz (ur. 13 grudnia 1990 w Gdyni) – polski sztangista, uczestnik Letnich Igrzysk Olimpijskich 2012.
Reprezentuje klub KPC Górnik Polkowice. Startuje w kategorii do 85 kg.
29 lipca 2014 roku został złapany na dopingu, badanie próbki B potwierdziło, że stosował ludzki hormon wzrostu. W konsekwencji został ukarany dwuletnią dyskwalifikacją.
Na Mistrzostwach Europy w 2017 w Splicie, zdobył brązowy medal w kategorii do 85 kg, uzyskując w dwuboju 358 kg.
Jego pozostałe najlepsze wyniki to:
- 5. miejsce na Mistrzostwach Świata 2013
- 5. miejsce na Mistrzostwach Europy 2011
- 3. miejsce na Mistrzostwach Europy Juniorów 2010
- 8. miejsce na Mistrzostwach Świata Juniorów 2010
- 2. miejsce na Mistrzostwach Europy Juniorów 2009
- 6. miejsce na Mistrzostwach Świata Juniorów 2009
- 4. miejsce na Mistrzostwach Europy Juniorów 2008

## Wyniki olimpijskie
| Igrzyska    | Konkurencja | Rwanie | Rwanie  | Podrzut | Podrzut | Razem  | Pozycja |
| Igrzyska    | Konkurencja | Wynik  | Pozycja | Wynik   | Pozycja | Razem  | Pozycja |
| ----------- | ----------- | ------ | ------- | ------- | ------- | ------ | ------- |
| Londyn 2012 | -77 kg      | 150 kg | 8.      | 182 kg  | 7.      | 332 kg | 7.      |